# Tomas Danilevičius
Tomas Danilevičius   (Klaipėda, 18 de juliol de 1978) és un exfutbolista lituà de la dècada de 2000.
Fou 71 cops internacional amb la selecció lituana.
Pel que fa a clubs, defensà els colors de Livorno, Arsenal FC, FC Dynamo Moscow, K.S.K. Beveren, Dunfermline Athletic, Lausanne Sports i Club Brugge.